# Middlebury (Vermont)
Middlebury es un pueblo ubicado en el condado de Addison en el estado estadounidense de Vermont. En el año 2010 tenía una población de 8.496 habitantes y una densidad poblacional de 83,79 personas por km².
En este pueblo se encuentra Jardín Experimental de Cactus Resistentes al Frío, un pequeño jardín botánico de menos de 100 pies cuadrados especializado en cactus y suculentas.

## Geografía
Middlebury se encuentra ubicado en las coordenadas 44°0′7″N 73°8′44″O / 44.00194, -73.14556.

## Demografía
Según la Oficina del Censo en 2000 los ingresos medios por hogar en la localidad eran de $37,723 y los ingresos medios por familia eran $46,691. Los hombres tenían unos ingresos medios de $32,645 frente a los $25,994 para las mujeres. La renta per cápita para la localidad era de $17,926. Alrededor del 9.6% de la población estaban por debajo del umbral de pobreza.